# ويليام أندرسون (لاعب كريكت)
ويليام أندرسون (27 نوفمبر 1894 - 16 يونيو 1973) (بالإنجليزية: William Anderson)‏ هو لاعب كريكت بريطاني (وحمل سابقاً جنسية المملكة المتحدة لبريطانيا العظمى وأيرلندا).